# North Atlantic '86
North Atlantic '86 est un jeu vidéo de type wargame créé par Gary Grigsby et publié par Strategic Simulations en 1983 sur Apple II et en 1987 sur Macintosh. Le jeu simule, au niveau opérationnel, un conflit hypothétique entre l’OTAN et l’URSS qui, après avoir envahit l’Allemagne et la Scandinavie planifie l’attaque du Royaume-Uni. Le jeu propose deux campagnes, qui retracent l’ensemble des opérations de l’invasions, et deux scénarios qui simulent respectivement une opération de convoyage et une tentative d’invasion de l’Islande. Le jeu se déroule sur une carte représentant le nord de l’océan Atlantique où les joueurs contrôlent des unités navales, aériennes ou terrestres. À leur tour, les joueurs attribuent des missions à leurs unités, comme des opérations de combat, de bombardement, de transport ou de ravitaillement. L’ordinateur prend ensuite en compte ces actions et calcul le résultat des combats. Le jeu est développé par Gary Grigsby à partir du moteur de jeu de ses deux premiers wargame, Guadacanal Campaign et Bomb Alley, publiés en 1981. À sa sortie, North Atlantic '86 fait l’objet de critiques très positives dans la presse spécialisée qui salue notamment son contexte unique, son excellent système de jeu, son niveau de détail et son réalisme et qui notent que, malgré sa complexité, le programme reste relativement simple à utiliser.

## Trame
North Atlantic '86 simule un conflit hypothétique entre l’URSS et l’OTAN qui fait suite à l’invasion de l’Allemagne de l’Ouest et de la Scandinavie par l'Armée soviétique. Les événements du jeu débutent le 7 septembre 1986 alors qu’ils planifient une invasion de la Grande-Bretagne depuis leurs bases de Mourmansk, Riga, Bergen et Hambourg. Avant de lancer cette nouvelle invasion, les soviétiques se préparent à prendre le contrôle des bases de l’OTAN aux îles Féroé et en Islande afin de couper les routes maritimes vitales reliant leur cible aux États-Unis et ainsi priver le Royaume-Uni de tout soutien,.

## Système de jeu
North Atlantic '86 est un wargame qui simule, au niveau opérationnel, les opérations opposant l’OTAN et le l’URSS dans le nord de l’océan Atlantique,. Le jeu propose deux scénarios individuels ainsi que deux campagnes. Ces dernières simulent l’ensemble des opérations et débutent respectivement le 7 septembre et le 1er novembre 1986 pour se terminer le 31 décembre de la même année. L’un des scénarios simule une opération de convoyage dans l’Atlantique Nord entre le 25 et le 30 septembre 1986. L’autre simule une tentative d’invasion de l’Islande entre le 11 et le 20 novembre 1986. Que ce soit dans la campagne ou dans les scénarios, une partie peut opposer deux joueurs ou un joueur et l’ordinateur, qui contrôle alors le camp soviétique. Dans ce dernier cas, quatre niveaux de difficulté sont proposés au joueur
Le jeu se déroule sur une carte, représentant le nord de l’océan Atlantique avec la Grande-Bretagne, la Norvège, l’Europe de l’Ouest, les îles Féroé et l’Islande, divisée en 40x40 cases rectangulaires, chaque case représentant 100 km2,. Sur celle-ci, les joueurs contrôlent leurs forces navales et aériennes. Le jeu se déroule au tour par tour, chaque tour représentant 12 heures et alternant jour et nuit. Chaque tour débute par une phase d’ajustement qui permet aux joueurs de créer des détachements de navires, en regroupant des unités, ou de les modifiés en les combinant, en les divisant ou en y ajoutant de nouveaux navires. Une phase de mouvement permet ensuite aux joueurs de déplacer leurs détachements sur la carte ou de les mettre à quai. Vient ensuite la phase des opérations aériennes qui permet aux joueurs de confier des missions d’attaque, de défense ou de reconnaissance à leur aviation. Dans une dernière phase, les joueurs peuvent décider de bombarder ou de lancer des missiles sur des forces ennemies déjà détectées. Au terme de ces phases, l’ordinateur prend en compte les actions des précédentes phases, calcul le résultat des combats et assigne des renforts aux deux camps.

## Développement
North Atlantic '86 est le troisième wargame développé par Gary Grigsby après Guadacanal Campaign et Bomb Alley, publiés en 1982. Il utilise le même moteur de jeu que ces derniers. Il est publié par Strategic Simulations en 1983 sur Apple II avant d’être porté sur Apple Macintosh en 1987. La version originale du jeu contient un bug. Dans celle-ci, les îles Féroé ne sont en effet pas correctement positionné, le programme considérant qu’elles sont plus à l’Est, dans les terres, et qu’elles ne sont donc pas accessibles par la mer. Le bug est corrigé en juillet 1983 et Strategic Simulations propose alors aux possesseurs de la version originale de leur renvoyer une version corrigé en échange de la disquette contenant le programme défectueux.

## Accueil
| North Atlantic '86 |      |       |
| Média              | Nat. | Notes |
| Tilt               | FR   | 4/6   |

À sa sortie, North Atlantic '86 fait d’abord l’objet d’une critique très positive de Jay Selover dans le magazine Computer Gaming World. Celui-ci met tout d’abord en avant le parti prit par Gary Grigsby de ne pas inclure d’armes nucléaires dans sa simulation ce qui, d’après lui, permet au jeu de proposer un « exercice de stratégie intéressant ». Il ajoute que me jeu n’est donc pas exhaustif dans sa manière de traiter les conflits futurs, mais qu’il se révèle tout de même être une excellente et difficile simulation d’un conflit hypothétique crédible. Compte tenu de sa complexité, il conclut qu’il n’est pas forcement adapté pour les joueurs dont ce serait le premier wargame mais juge qu’il est indispensable pour les wargamers expérimentés. North Atlantic '86 est également salué par Brian Murphy du magazine Creative Computing. Celui-ci le décrit en effet comme un « superbe monster wargame », le plus gros jamais conçu sur ordinateur, en expliquant que l’ampleur du conflit, l’étendue des forces prises en compte et le niveau de détail du jeu sont « stupéfiant ». Pour lui, Gary Grigsby est ainsi parvenu à créer un jeu « intéressant et palpitant » et une simulation « très réaliste » qui devrait satisfaire les vétérans du genre, pour qui il constitue un exercice difficile, mais aussi les débutants car il est « étonnamment facile à prendre en main ». North Atlantic '86 fait aussi l’objet d’une critique très positive du journaliste du magazine Softalk. Celui-ci le considère en effet comme une « superbe simulation » d’un conflit futur entre l’OTAN et l’URSS qui propose, d’après lui, un « contexte unique » qui offre une vision rare des implications stratégiques d’un conflit moderne qui fait écho à des réflexions stratégiques contemporaine sur le sujet. Il note également que malgré son niveau de détail, le jeu reste jouable.
Après sa sortie en France, North Atlantic '86 est testé en 1986 par le magazine Tilt dans un dossier consacré aux wargames. L'auteur du test estime qu'il s'agit d'un wargames « classique » tant par son sujet que pour sa réalisation. Il le considère d'un niveau « très acceptable » et conclut donc qu'il est susceptible de plaire à tous les joueurs.